# Départements exécutifs du Royaume-Uni

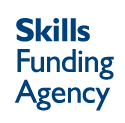
Tester le logo de l'Agence de financement des compétences

Les départements exécutifs du Royaume-Uni sont les ministères du gouvernement composant l'administration publique. Les plus importants ministres siègent au Cabinet.

## Organisation
Les départements exécutifs sont des départements ministériels (ministerial departments) ou non-ministériels (non-ministerial departments). 
Les départements ministériels sont dirigés par un ministre de la Couronne, généralement membre du cabinet du Royaume-Uni. Pour la plupart des départements, le ministre en question porte le titre de secrétaire d'État. Il est généralement assisté de ministres subordonnées. La gestion administrative du département est dirigée par un haut fonctionnaire appelé secrétaire permanent. Des agences exécutives sont subordonnés aux départements ministériels avec un degré d'autonomie qui leur permet de réaliser certaines opérations dans le cadre financier et politique arrêté par le département. Il existe également des organismes non départementaux (non-departmental public bodies) connus sous le noms de QUANGOs. 
Les départements non-ministériels couvrent des champs pour lesquels une direction politique est jugée non nécessaire ou inappropriée. Ils sont dirigés par des fonctionnaires. Certains de ces départements remplissent des missions de régulation ou d'inspection et leur statut doit les protéger d'interférences politiques. Certains sont dirigés par des secrétaires permanents ou des seconds secrétaires permanents.

## Liste

### Départements ministériels
| Département exécutif | Acronyme | Direction | Direction                 | Membre du Cabinet |
| --- | -------- | --- | ------------------------- | ----------------- |
| Bureau du Cabinet | CO       | Premier ministre Prime Minister | Keir Starmer              | X                 |
| Trésor de Sa Majesté His Majesty’s Treasury                                                                                  | HMT      | Chancelier de l'Échiquier Chancellor of the Exchequer | Rachel Reeves             | X                 |
| Bureau des Affaires étrangères et du Commonwealth Foreign, Commonwealth and Development Office                               | FCDO     | Secrétaire d'État aux Affaires étrangères, du Commonwealth et du Développement Secretary of State for Foreign, Commonwealth and Development Affairs (Foreign Secretary) | David Lammy               | X                 |
| Département de l'Intérieur Home Office                                                                                       | HO       | Secrétaire d'État à l'Intérieur Secretary of State for the Home Department (Home Secretary)                                                                             | Yvette Cooper             | X                 |
| Ministère de la Défense Ministry of Defence                                                                                  | MoD      | Secrétaire d'État à la Défense Secretary of State for Defence (Defence Secretary)                                                                                       | John Healey               | X                 |
| Ministère de la Justice Ministry of Justice                                                                                  | MoJ      | Secrétaire d'État à la Justice Secretary of State for Justice | Shabana Mahmood           | X                 |
| Bureau du procureur général Attorney General's Office                                                                        | AGO      | Procureur général pour la juridiction d’Angleterre-et-Galles Attorney General for England and Wales                                                                     | Richard Hermer            | X                 |
| Département de l'Éducation Department for Education                                                                          | DfE      | Secrétaire d'État à l'Éducation Secretary of State for Education | Bridget Phillipson        | X                 |
| Département de la Santé et de la Protection sociale Department of Health and Social Care                                     | DHSC     | Secrétaire d'État à la Santé et à la Protection sociale Secretary of State for Health and Social Care                                                                   | Wes Streeting             | X                 |
| Département du Travail et des Retraites Department for Work and Pensions                                                     | DWP      | Secrétaire d'État au Travail et aux Retraites Secretary of State for Business and Trade                                                                                 | Liz Kendall               | X                 |
| Département des Affaires et du Commerce Department for Business and Trade                                                    | DBT      | Secrétaire d'État aux Affaires et au Commerce Secretary of State for Business and Trade                                                                                 | Jonathan Reynolds         | X                 |
| Département de l'Environnement, de l'Alimentation et des Affaires rurales Department for Environment, Food and Rural Affairs | DEFRA    | Secrétaire d'État à l'Environnement, à l'Alimentation et aux Affaires rurales Secretary of State for Environment, Food and Rural Affairs                                | Steve Reed                | X                 |
| Département des Transports Department for Transport                                                                          | DfT      | Secrétaire d'État aux Transports Secretary of State for Transport | Louise Haigh              | X                 |
| Département du Logement, des Communautés et du Gouvernement local Department for Housing, Communities and Local Gouvernment  | MHCLG    | Secrétaire d'État au Logement, aux Communautés et au Gouvernement local Secretary of State for Housing, Communities and Local Government                                | Angela Rayner             | X                 |
| Bureau pour l'Écosse Scotland Office                                                                                         | SO       | Secrétaire d'État pour l'Écosse Secretary of State for Scotland | Ian Murray                | X                 |
| Bureau de l'Avocat général pour l'Écosse Office of the Advocate General for Scotland                                         |          | Avocat général pour l'Écosse Advocate General for Scotland | Catherine Smith           |                   |
| Bureau du Pays de Galles Wales Office                                                                                        | WO       | Secrétaire d'État pour le Pays de Galles Secretary of State for Wales                                                                                                   | Joanna Meriel Stevens     | X                 |
| Bureau pour l'Irlande du Nord Northern Ireland Office                                                                        | NIO      | Secrétaire d'État pour l'Irlande du Nord Secretary of State for Northern Ireland                                                                                        | Hilary Benn               | X                 |
| Département de la Culture, des Médias et du Sport Department for Culture, Media and Sport                                    | DCMS     | Secrétaire d'État à la Culture, aux Médias et aux Sports Secretary of State for Culture, Media and Sport                                                                | Lisa Nandy                | X                 |
| Bureau du Leader de la Chambre des communes Office of the Leader of the House of Commons                                     |          | Leader de la Chambre des communes Leader of the House of Commons | Lucy Powell               | X                 |
| Bureau du Leader de la Chambre des lords Office of the Leader of the House of Lords                                          |          | Leader de la Chambre des lords Leader of the House of Lords | Baronne Smith de Basildon | X                 |

### Départements non ministériels
| Département exécutif                                                                                     | Acronyme |
| --- | -------- |
| Bureau Central de l'Information Central Office of Information                                            | COI      |
| Commission de Charité pour l'Angleterre et le Pays de Galles Charity Commission for England and Wales    |          |
| Commissaires pour la réduction de la Dette publique Commissioners for the Reduction of the National Debt | CRND     |
| Domaine de la Couronne Crown Estate                                                                      | CE       |
| Service des poursuites judiciaires de la Couronne Crown Prosecution Service                              | CPS      |
| Département de garantie des Crédits à l'Exportation Export Credits Guarantee Department                  | ECGD     |
| Agence des Normes alimentaires Food Standards Agency                                                     |          |
| Commission des Forêts Forestry Commission                                                                |          |
| Département Actuaire du Gouvernement Government Actuary's Department                                     | GAD      |
| Douanes de Sa Majesté HM Revenue and Customs                                                             | HMRC     |
| École nationale du Gouvernement National School of Government                                            | NSG      |
| Bureau des Normes en Éducation Office for Standards in Education                                         | OFSTED   |
| Bureau du Commerce équitable Office of Fair Trading                                                      | OFT      |
| Bureau des marchés du Gaz et de l'Électricité Office of Gas and Electricity Markets                      | OFGEM    |
| Office de régulation du rail Office of Rail Regulation                                                   | ORR      |
| Bureau du Conseil parlementaire Parliamentary Counsel Office                                             | PCO      |
| Service cartographique de l'État Ordnance Survey                                                         |          |
| Commission des Services postaux Postal Services Commission                                               | Postcomm |
| Comité de prêt pour les Travaux publics Public Works Loan Board                                          | PWLB     |
| Bureau des fraudes Serious Fraud Office                                                                  | SFO      |
| Département du Notaire du Trésor Treasury Solicitor's Department                                         | TSol     |
| Autorité britannique des Statistiques UK Statistics Authority                                            |          |
| Commerce et Investissement britannique UK Trade & Investment                                             | UKTI     |
| Autorité de régulation des services des eaux Water Services Regulation Authority                         | Ofwat    |